# هربرت جيمس كارتر
هربرت جيمس كارتر (بالإنجليزية: Herbert James Carter)‏ هو عالم نبات وعالم حشرات أسترالي، ولد في 23 أبريل 1858 في مرلبرو ‏ في المملكة المتحدة، وتوفي في 16 أبريل 1940 في كانبرا في أستراليا.